# 阿隆 (洛特-加龙省)
阿隆（法語：Allons）是法国洛特-加龙省的一个市镇，属于内拉克区（Nérac）乌埃莱县（Houeillès）。该市镇总面积76.33平方公里，2009年时的人口为174人。

## 人口
阿隆人口变化图示